# استات کلسیم
استات کلسیم (به انگلیسی: Calcium acetate) یک ترکیب شیمیایی با شناسه پاب‌کم ۶۱۱۶ است. شکل ظاهری این ترکیب، جامد سفید است. که جهت کنترل افزایش فسفات خون در نارسایی قلبی شدید تجویز می شود.

## توصیه مصرف
این دارو را همراه با غذا مصرف کنید و در حین مصرف دارو از مصرف الکل خودداری نمایید.

## عوارض جانبی
یبوست یا خشکی دهان از عوارض عمومی مصرف این داروست. اما در صورت بروز مشکلات گوارشی شدید، به پزشک مراجعه کنید.